# 360 (映画)
『360』（さんびゃくろくじゅう、360）は2011年のイギリス・オーストリア・フランス・ブラジルのドラマ映画。監督はフェルナンド・メイレレス、出演はアンソニー・ホプキンスとジュード・ロウなど。アルトゥル・シュニッツラーの戯曲『輪舞』から着想を得た作品である。2011年9月9日にカナダのトロント国際映画祭で初上映。
日本では2013年3月17日 にWOWOW でテレビ放送された他、DVDが2013年5月2日に発売された。DVD発売後に札幌の蠍座にて映画館での商業上映が行われている。

## ストーリー
ウィーンから始まり、パリ、ロンドン、コロラドを経て、再びパリとウィーンへと連なる様々な男女のエピソードを連続して描く。

## キャスト
ジョン
演 - アンソニー・ホプキンス
失踪中の娘ジュリアの行方を探してフェニックス（アリゾナ州）に向う初老のイギリス人男性。
トランジットのデンバーに向う飛行機でローラの隣の席になり、彼女と親しくなる。
フェニックスでアルコール依存症患者の集団セラピーに参加する。
マイケル・デイリー
演 - ジュード・ロウ
ウィーン出張中のイギリス人ビジネスマン。大企業の役員。
コールガールのブランカとの待ち合わせ場所で仕事関係者と鉢合わせしてしまう。
ローズ
演 - レイチェル・ワイズ
ロンドンの編集者。マイケルの妻。仕事関係の若い男と不倫中。
タイラー・マクレガー
演 - ベン・フォスター
コロラドの刑務所から仮釈放中の性犯罪者。
大雪で足留めされたデンバー国際空港でローラと出会う。
アルジェリア系の男
演 - ジャメル・ドゥブーズ
パリの歯科医。自分の助手で人妻のヴァレンティーナに恋をしてしまう。イスラム教徒。
ルイ
演 - ジュリアーノ・カザヘー
ロンドンのブラジル人写真家。ローズの愛人。
ミルカ（ブランカ）
演 - ルチア・シポシーヴァ
ウィーンのスロバキア人コールガール。
一夜で金持ちになったというコールガールの名前をそのまま使ってブランカを名乗る。
ロッコ
演 - ヨハネス・クリシュ
コールガールの元締め。マイケルにブランカを斡旋。
アンナ
演 - ガブリエラ・マルチンコワ
ミルカの妹。姉の「仕事」に付き添ってウィーンにやって来る。
ミルカがヤクザのボスと「仕事」中にボスの運転手セルゲイと出会う。
ローラ
演 - マリア・フロール
ルイの恋人。ルイと別れてリオデジャネイロ（ブラジル）に帰る。
ロンドンからトランジットのデンバーに向う飛行機でジョンの隣の席になり、彼と親しくなる。
大雪で足留めされたデンバー国際空港でタイラーと出会う。
ヴァレンティーナ
演 - ディナーラ・ドルカーロワ
パリ在住のロシア人女性。歯科助手。
姉に会いにやってきたフェニックスでアルコール依存症患者の集団セラピーに参加する。
セルゲイ（サーシャ）
演 - ヴラディミール・ヴドヴィチェンコフ
ヴァレンティーナの夫。夫婦仲は冷えきっている。ヤクザもの。ボスの運転手。
ボスがコールガールのブランカと楽しんでいる間、外で待機中にアンナと出会う。
フラン
演 - マリアンヌ・ジャン＝バプティスト
タイラーの保護司。
ピーター
演 - モーリッツ・ブライプトロイ
ドイツ人ビジネスマン。ウィーンで娼婦を買おうとしていたマイケルを脅して契約を取る。
ボス
演 - マーク・イヴァニール
セルゲイのボス。ウィーンでブランカを買う。

## 作品の評価
Rotten Tomatoesによれば、75件の評論のうち、高く評価しているのは20%にあたる15件のみであり、平均して10点満点中4.43点を得ている。
Metacriticによれば、24件の評論のうち、高評価は3件、賛否混在は18件、低評価は3件で、平均して100点満点中43点を得ている。